# Sveriges historia 1866–1905
Sveriges historia 1866–1905 behandlar Sveriges historia under perioden från representationsreformen till unionsupplösningen, åren 1866 till 1905. Perioden inleddes med att den gamla ståndsriksdagen genom representationsreformen avskaffades 1866 och ersattes med en tvåkammarriksdag. Denna period i Sveriges historia avslutades då unionen mellan Sverige och Norge upplöstes 1905. Perioden präglas också av utvandring till Nordamerika, och industrialisering av Sverige.

## Partibildningar i den nya riksdagen

Utbredning av fasta bosättningar i Sverige under nyare tid, de senaste 200 åren.

Representationsreformen 1866 innebar slutpunkten på det reformprogram som ministären under De Geers ledning genomfört. Louis De Geer ansåg att nationen behövde någon vila för att växa in i de nya förhållandena: han ville själv stanna kvar på sin plats endast tills nya stora frågor krävde sin lösning. Flera av ministärens främsta män lämnade snart sina platser, finansministern Johan August Gripenstedt av hälsoskäl redan 1866, utrikesstatsministern Ludvig Manderström och civilministern Gerhard Lagerstråle av missnöje med riksdagens hållning 1868. Bland de nya männen var endast krigsministern Gustaf Abelin av större betydelse. De Geer hade "en oövervinnelig obenägenhet för allt partiväsende", varför från ministärens sida inga åtgärder vidtogs för att bilda ett regeringsparti. Därmed gled makten alltmera över till riksdagen och dess partibildningar.
I den nya tvåkammarriksdagen, som första gången sammanträdde den 15 januari 1867, hade mer än tre fjärdedelar av de 315 valda ledamöterna (125 i första kammaren och 190 i andra kammaren) varit riksdagsmän under ståndstiden (100 på Riddarhuset, 11 i prästeståndet, 49 i borgarståndet och 79 i bondeståndet). I första kammaren hade de främsta männen från det gamla riddarhuset (ämbetsmän och godsägare med flera) valts in, och kammaren fick enligt De Geers ord en "mera aristokratisk sammansättning än själva riddarhuset". Motståndarna till representationsreformen, grevarna Henning Hamilton och Carl Göran Mörner, understödda av Johan Jakob Nordström och André Oscar Wallenberg, beredde ministären stora svårigheter, fastän första kammaren i regel röstade för regeringens anslagskrav och dess förslag till försvarets stärkande. Någon verklig partibildning fanns inte där på länge, men omkring bruksägaren Carl Edvard Ekman och friherren Jules Stiernblad bildades det så kallade Skånska partiet med närmare anslutning till den De Geerska ministären och mera tillmötesgående mot majoriteten i andra kammaren.
I andra kammaren hade visserligen de gamla hövdingarna Albert Björck, Lars Johan Hierta och Per Murén från borgarståndet valts in, men de kunde inte som förut ta ledningen bland stadsbor och bönder. Murén, understödd av bondeståndets siste talman, Nils Larson i Tullus, försökte bilda ett stort ministeriellt parti, Björck och Hierta ett annat mera självständigt och liberalt, men båda försöken strandade på lantmännens misstroende mot städernas representanter (de flesta ämbets- och tjänstemän), vilket uppeggades av ministärens svurne motståndare greve Arvid Posse. Denne bildade lantmannapartiet tillsammans med godsägaren Emil Key samt hemmansägarna Eric Ersson och Carl Ifvarsson, med flera. Till detta parti slöt sig alla bönderna och dem närstående godsägare, och redan vid 1868 års utskottsval tog det ledningen i andra kammaren. Den mera kultur- och försvarsvänlige Key hade stort inflytande de första åren. Sedan gled makten alltmer över till bönderna, i synnerhet till Ifvarsson.
Radikala stadsbor och lantmän bildades vid 1868 års riksdag det nyliberala partiet, som dock blev kortvarigt. Redan vid 1869 års val ersattes dess flesta ledamöter från landsbygden med rättrogna lantmannapartister. Stadsrepresentanter och herremän från landsbygden som inte anslöt sig till lantmannapartiet, började tidigt kallas intelligenspartiet, senare Centerpartiet. Bland dess främsta män var till en början friherren Johan August Gripenstedt, Axel Bergström, Sigurd Ribbing och Samuel von Troil.
Lantmannapartiets program hade från början som huvudpunkter ett tidsenligt på allmän värnplikt byggt försvarssystem, sparsamhet i statsanslagen, rättvis skattefördelning, lättnader i skjuts- och vägunderhåll, förenklade förvaltningsformer samt mera jämnt avvägd rösträtt vid kommunala val. Snart koncentrerades partiets strävanden på att avskaffa grundskatterna och indelningsverket.

## Försvarsfrågan i förgrunden
Försvarsfrågan var den dominerande frågan under 1800- och början av 1900-talets tvåkammartid. Till 1867 års riksdag hade regeringen inte hunnit med något organisationsförslag, men på grundval av flera motioner tillsattes ett särskilt försvarsutskott som föreslog indelningsverkets avskaffande, en av staten avlönad stamtrupp åt vilken kommunerna skulle anskaffa bostäder, samt 60 dagars beväringsövningar. Första kammaren ville inte ha "kommunalsoldater" medan andra kammaren inte ville ha en stamtrupp som skulle vara både indelt och värvad. De båda kamrarna kunde bara enas om en skrivelse till K.M:t med begäran om ett härordningsförslag, bland vars huvudgrunder skulle vara en armé av stamtrupp och beväring, liksom utredning av de villkor på vilka problemen med indelningsverket skulle kunna lindras eller avskaffas. Emellertid anslog riksdagen 1,5 miljoner riksdaler till bakladdningsgevär för infanteriet, varför en särskild vapenskatt beviljades.

Sveriges statsministrar 1876-1905
För att få krigslagstiftningen att bättre överensstämma med strafflagen och minska allmogens ovilja mot utsträckt värnplikt ersattes 1868 de gamla krigsartiklarna med nya krigslagar, som införde mildare straffbestämmelser och upphävde prygelstraffet. I trontalet 1868 betonade kungen starkt att indelningsverket måste behållas orubbat till sina huvudgrunder såsom det billigaste och rättvisaste medlet att erhålla en god stamtrupp. Enligt denna åsikt hade krigsministern Gustaf Abelin till 1869 års riksdag utarbetat ett fullständigt förslag, som dock ministärens övriga ledamöter inte vågade lägga fram i sin helhet. Endast huvudgrunderna om den indelta stamtruppen, vissa lindringar för rust- och rotehållare, värnpliktstidens utsträckning från 5 till 20 år samt övningstiden från 30 till 60 dagar förelades riksdagen. Det särskilda försvarsutskottet avstyrkte så gott som alltsammans, utan att kunna enas om något annat i stället. Första kammaren slöt sig till krigsministerns uppfattning, men andra kammaren förklarade att knektkontrakten hindrade värnpliktens utsträckning utan vida större lindringar än som nu föreslagits. Dels i samband med försvarsfrågan, dels genom särskilda motioner kom grundskattefrågan under behandling, och det beslöts att grundräntan och kronotionden skulle omsättas i fasta penningavgifter, men däremot förkastades ett förslag om dessa skatters avskaffande.
År 1869 bestämdes ett kommunalt röstmaximum för städer på 100 röster. År 1870 förklarades en grundlagsändring (definitivt antagen 1873) vilande, varigenom främmande trosbekännare blev valbara till riksdagen samt fick rätt att inneha de flesta statstjänster. Samma års riksmöte upptogs huvudsakligen av frågor om järnvägarna.

## Konflikter mellan regering och riksdag
Lantmannapartiets allmogemän hade från början ingalunda varit fientliga mot den De Geerska ministären, och av hänsyn mot den nya riksdagsordningens skapare hade partiet 1868 låtit ett av partiet omhuldat förslag att dra in anslaget till Handels- och sjöfartsfonden falla, men under Arvid Posses ledning blev partiet alltmera oppositionellt och ofta småaktigt sparsamt gentemot regeringens anslagskrav, samt försökte genomföra indragningar på civillistan och utrikesbudgeten. Under ledning av Henning Hamilton blev samtidigt anfallen mot ministären från första kammarens majoritet allt starkare. Man klandrade den vid 1870 års riksdag, inte utan skäl, för svaghet och bristande initiativ. För att stärka ministärens ställning sökte Louis De Geer förmå kamrarnas talmän, greve Gustaf Lagerbielke och biskop Anton Niklas Sundberg, att inträda i denna, men då detta misslyckades, avgick Louis De Geer tillsammans med Pehr von Ehrenheim och två andra av konseljens ledamöter.
En ny konselj (3 juni 1870–4 maj 1874) bildades av den tidigare civilministern Axel Gustaf Adlercreutz som blev justitiestatsminister. Assessorn Axel Bergström blev civilminister, grosshandlaren Carl Fredrik Wærn finansminister och byråchefen Gunnar Wennerberg ecklesiastikminister. Den ledande mannen i konseljen blev Bergström, vilken så mycket mindre kunde vinna stöd hos lantmannapartiet, som han i andra kammaren varit dess kraftigaste motståndare.
Erfarenheterna från fransk-tyska kriget 1870-71 visade än tydligare behovet av en arméreform. Redan vid sin första riksdag lade den nya ministären fram ett härordningsförslag, byggt på indelningsverkets orubbliga bibehållande utan lindringar i rust- och roteringsbördorna och utsträckning av beväringens övningstid till 82 dagar. Andra kammaren beslöt med 106 röster mot 79 att indelningsverket skulle avskaffas inom 15 år, varmed regeringsförslaget hade fallit. Däremot beviljades vid denna och följande riksdagar stora belopp till vapen och fästningsbyggnader. Enligt en uppgift utan att ens ha hört statsrådet i dess helhet, beslöt kungen att hösten 1871 att sammankalla en urtima riksdag om försvarsfrågan. Ett förslag, byggt på samma principer som det förra, lades fram av regeringen, denna gång med betydande lindringar för rust- och rotehållarna. Staten skulle åta sig rekryteringen, om inte soldater kunde anställas för en måttlig lön. Även nu avslogs det kungliga förslaget i andra kammaren med 109 röster mot 78, vilket föranledde hela statsrådet att begära avsked. Då det visade sig omöjligt för kungen att få fram lämpliga män till att bilda en ny ministär förmåddes emellertid de förra statsråden att återta sina avskedsansökningar. Dock ersattes krigsminister Gustaf Abelin med översten Oscar Weidenhielm. Greve Baltzar von Platen inträdde i regeringen som utrikesminister efter greve Carl Wachtmeister, som avlidit under ministerkrisen.
Förhållandet mellan andra kammarens majoritet och regeringen fortsatte att vara spänt. Vid 1872 års riksdag föreslog den senare med anledning av de goda tider som inträtt vissa skattelindringar, men riksdagen företog på egen hand helt andra skattenedsättningar. bland annat yrkade andra kammaren på mantalspenningarnas avskaffande och ville, då detta var en av statens ordinarie inkomsttitlar få frågan under gemensam votering, men talmännen vägrade att lägga fram ett förslag om detta.

## Avskaffandet av indelningsverket och grundskatterna
Oscar II (1872-1907) behöll den föregående ministären, men då kungen mot von Platens starka protester beslöt föreslå Riksdagen en återförening av flottans båda kårer, avgick denne från utrikesministerposten och ersattes med envoyén Oscar Björnstjerna. Vid 1872 års riksdag hade grundskatteavskrivningen blivit en huvudpunkt på lantmannapartiets program, på samma gång som Första kammarens majoritet allt ivrigare yrkade på ett förstärkt försvar. För att få slut på det politiska stillaståendet gjorde Louis De Geer och det skånska partiets ledare, Jules Stiernblad och Carl Edvard Ekman, sammanjämkningsförsök med Emil Key och andra av Lantmannapartiets statsutskottsledamöter, den s.k. kompromissen, enligt vilken i samband med en på utsträckt värnplikt vilande härordning grundskatterna och Indelningsverket successivt skulle avvecklas under 33 år, mot att jordegendom underkastades samma bevillning som annan fastighet. Första kammaren antog kompromissen med 57 röster mot 54 och andra kammaren med 128 röster mot 54.

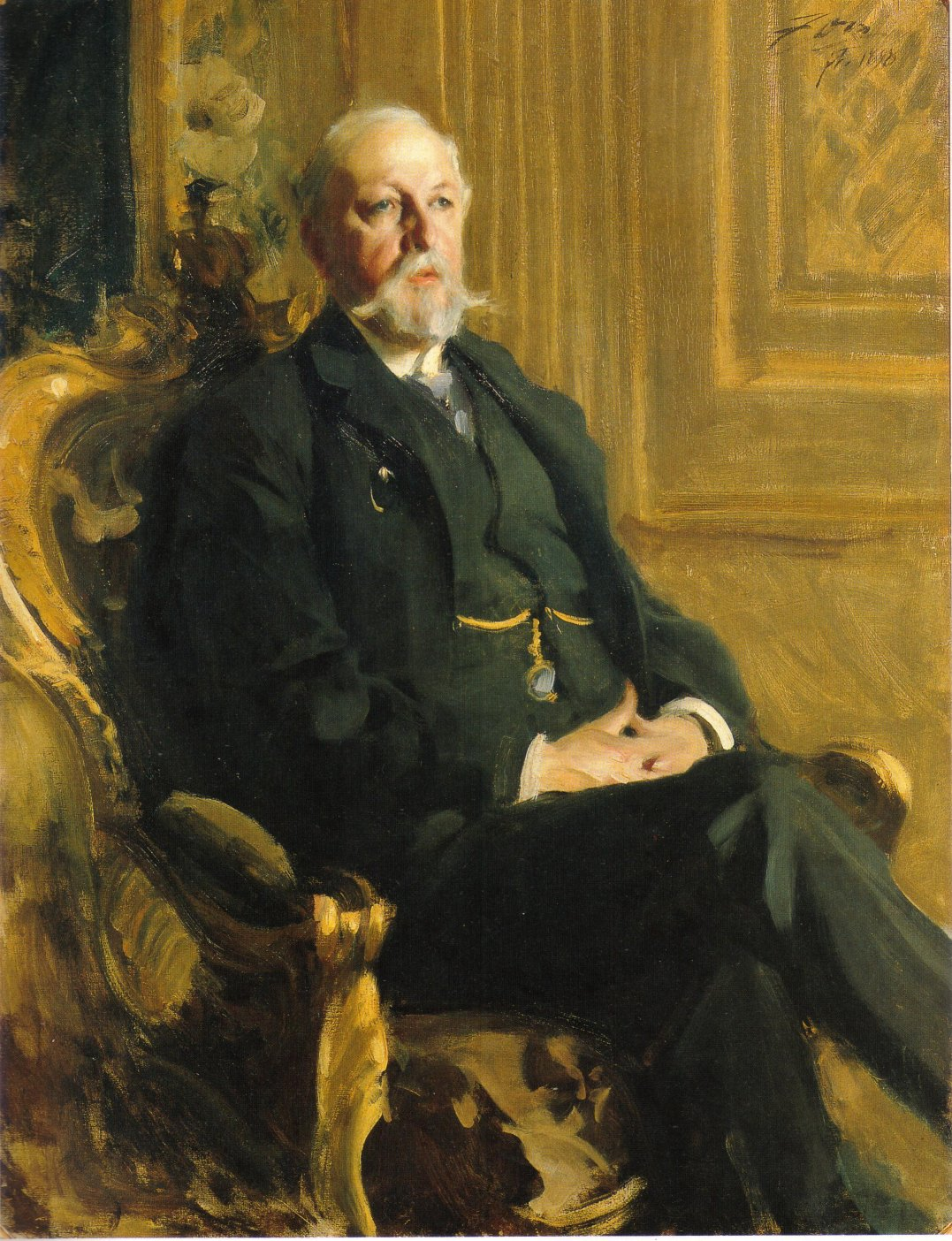
Oscar II (1829-1907) efterträdde sin bror Karl XV som svensk och norsk kung 1872, men avsattes som norsk kung 1905.

Den Adlercreutzska ministären var inte vidare tilltalad av kompromissen, men kungen uppdrog åt krigsministern Weidenhielm att utarbeta ett härordningsförslag enligt kompromissens grunder. Regeringens anslutning till detta gjorde att ministären utsattes för mycket kritik i Första kammaren, och Arvid Posse gjorde vad han kunde att bereda ministärens chef obehag i andra kammaren. Adlercreutz begärde avsked, och kungen anmodade De Geer att bilda en ny ministär med Posse och andra av kompromissens män. De Geer var emellertid inte villig att göra detta. Till slut förmåddes dock justitierådet Eduard Carleson (4 maj 1874–11 maj 1875) att efterträda Adlercreutz. Den lantmannavänlige friherren Gustaf Åkerhielm övertog finansportföljen efter Wærn, men ökade bara söndringen i ministären.
I kompromissens anda hade kammarrådet Albert Anderson gjort upp ett förslag till grundskatternas avskrivning, men detta lades inte för 1875 års riksdag, utan endast ett fullständigt förslag till ordnande av land- och sjöförsvaret med uppgivande av stamsystemet och försvarets grundande uteslutande på allmän värnplikt. Fördelningen mellan vapenslagen skulle, där så fordrades, ske genom lottning. Värnpliktstiden skulle omfatta åldern från 18:e till 40:e året och övningstiden 10,5 månader vid infanteriet och 17 månader vid kavalleriet, tillsammans med betydande repetitionsövningar. Men inget övergångsförslag bifogades om sättet för indelningsverkets upphörande. Till statsrådsprotokollet hade Carleson och fem andra statsråd uttalat betänkligheter mot att framlägga förslaget utan övergångsbestämmelser, och finansministern Åkerhielm avstyrkte förslaget såsom alltför kostsamt för landet. Som villkor för det hela hade uppställts en grundlagsbestämmelse att grunderna för den nya härordningen och erforderliga anslag inte skulle kunna rubbas utan kungens och riksdagens samtycke. När riksdagen i denna del antog en annan formulering begagnade sig Carleson av detta för att genast begära avsked. Härordningsförslaget avstyrktes enhälligt av särskilda utskottet.
Ett förslag till omorganisation av Kommerskollegium gav regeringens många fiender i kamrarna tillfälle att rikta nya hugg mot ministären. Förslaget förkastades i gemensam votering, vilket föranledde statsråden Axel Bergström, Gunnar Wennerberg och Karl Johan Berg att avgå (den så kallade "bergsprängningen"). Åkerhielm följde med i fallet. Posse för sökte nu åstadkomma en ny ministär, men kunde inte få några antagliga kolleger. Louis De Geer måste då träda till och bilda sin andra ministär (11 maj 1875–19 april 1880). Han upptog fem partipolitiskt mera färglösa namn ur den förra konseljen och tre av sina förra statsrådskolleger: Carl Johan Thyselius som civilminister, Fredrik Ferdinand Carlson som ecklesiastikminister och Gerhard Lagerstråle som konsultativt statsråd. Finansminister blev den unge riksbankssekreteraren Hans Forssell.
Två dagar efter ministärförändringen förekom härordningsförslaget i kamrarna med väntad utgång. Riksdagen anmälde hos K.M:t att kamrarna inte kunnat enas om de grunder som ett nytt förslag skulle vila på. Därefter inträdde under någon tid lugnare politiska förhållanden. Vid 1876 års riksdag vidtogs den betydelsefulla ändring av Regeringsformen att kungen skulle utnämna en av statsrådets ledamöter till statsminister och statsrådets främste ledamot, vilken ställning förut olämpligt nog hade varit förenad med chefskapet för Justitiedepartementet. Förändringens politiska räckvidd framträdde inte genast så klart, eftersom givetvis Louis De Geer blev den förste statsministern.
Vid 1877 års riksdag lade regeringen fram ett partiellt härordningsförslag med 62 dagars övning för de värnpliktiga samt 10 procents avskrivning av indelningsbördan och grundskatterna. Förslaget antogs i första kammaren med stor majoritet (99 röster mot 20), men avslogs i andra kammaren med 104 röster mot 86. Dess fall föranledde krigsministern Oscar Weidenhielms avgång och ersättande med generalmajor Henrik Rosensvärd. Däremot gick Andra kammaren med på att reglera befälens löner och pensioner, att öka arméns underbefäl och att förbättra de värnpliktigas villkor på mötesplatserna.
Vid 1878 års riksdag lade Lantmannapartiet fram ett eget omfattande härordnings- och skatteavskrivningsförslag, undertecknat av 102 av Andra kammarens ledamöter. Förslaget innebar en värvad stamtrupp på 30 000 man, 90 dagars beväringsövningar samt avskrivning av indelningsbördan och grundskatterna. Då Lantmannapartiet inte ville medge lottning bland de värnpliktiga som garanti för den frivilliga stamtruppens anskaffande avslog första kammaren förslaget, dock mot en rätt avsevärd minoritet. I november 1878 avgick Fredrik Ferdinand Carlson som ecklesiastikminister och ersattes av professor Carl Gustaf Malmström.

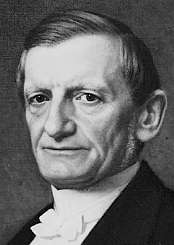
Arvid Posse (1820-1901), här på ett porträtt av Amalia Lindegren från 1891, var statsminister 1880-1883.

Sjunkande spannmålspris, försvårad avsättning av skogs- och bergverksprodukter samt framför allt fastlåsning av kapital i ännu oproduktiva företag, i synnerhet järnvägsanläggningar, framkallade 1879 en ekonomisk kris. Från alla håll ropades på regeringens hjälp, och då finansministern var föga villig att gå storindustrimännen till mötes blev oppositionen allt livligare. Vid 1880 års riksdag försökte regeringen genomföra en ny värnpliktslag, utan att öka fredsövningarna, men med utsträckning av värnpliktstiden till 20 år. Fastän De Geer förklarade att han gjorde förslagets antagande till kabinettsfråga avslogs det av Andra kammaren med 121 röster mot 75. Hela statsrådet avgick, och kungen uppdrog nu åt lantmannapartiets ledare greve Arvid Posse att bilda den nya ministären (19 april 1880–13 juni 1883). Arvid Posse, som nu såg sina ihärdiga strävandens mål uppnått kunde dock bara få sin ministerlista fulltalig genom att Forssell och Malmström till en början stannade kvar i sina ämbeten Konsultativa statsrådet Nils von Steyern övertog Justitiedepartementet, friherre Carl Fredrik Hochschild avlöste som utrikesminister den om förbättrande av Sveriges allmänna utrikespolitiska ställning högt förtjänte Oscar Björnstjerna. Bland de nye männen var juris professorn Carl Hammarskjöld, som snart övertog Ecklesiastikdepartementet. Senare inträdde i regeringen byråchefen Robert Themptander, som 1881 övertog finansdepartementet. Generalmajor Axel Ryding åtog sig senare att utarbeta regeringens härordningsförslag till 1883 års riksdag. Under tiden sänktes de tullsatser för vissa förbrukningsartiklar som hade höjts 1880, och nya handelstraktat ingicks med Frankrike 1882 och Spanien 1883.
Lantmannapartiet, som stärkts ytterligare vid 1881 års val, var i allmänhet inte mera regeringsvänligt än förut – det hade följt Posse endast till konseljrummets dörr – och oppositionen mot ministären i Första kammaren, ledd av bland annat Pehr von Ehrenheim, var mycket stark. Vid 1883 års riksdag skulle efter grundliga förberedelser regeringens förslag till härordning och grundskatteavskrivning komma till avgörande. Liksom i Lantmannapartiets massmotioner 1878 föreslogs en värvad stam (nu endast 25 000 man) med skyldighet för kommunerna att hålla den fulltalig. Beväringens åldersklasser skulle bli 20 och övningstiden 90 dagar. Tio procent av grundskatterna skulle avskrivas följande år, vilket sedan successivt skulle fortsätta. Första kammaren avslog med 70 röster mot 63 den värvade stammen och utan diskussion förslagets övriga delar. Andra kammaren beslutade om endast 60 dagars övningstid för beväringen och gjorde en mängd andra försämringar i regeringens förslag. Hela konseljen begärde avsked, men kungen beviljade detta endast åt Posse och civilministern Fredrik Hederstierna. Efter långvarigt sökande efter en statsminister förmådde kungen förra statsrådet Carl Johan Thyselius att åta sig uppdraget för ett år (13 juni 1883–16 maj 1884). Revisionssekreteraren Edvard von Krusenstjerna blev civilminister. 
Vid 1884 års riksdag beslutade Andra kammaren om 10 procents avskrivning av grundskatterna utan förstärkning av försvaret samt sökte driva avskrivningsfrågan till gemensam votering, men detta strandade på talmannen Olof Wijks propositionsvägran. I övrigt antogs en ny patentlag, kvinnans myndighetsålder sänktes till 21 år samt vatten- och brödstraffet avskaffades. Efter riksdagens slut övertog finansministern Robert Themptander statsministerns plats (16 maj 1884–6 februari 1888). Bruksägaren friherre Gustaf Tamm inträdde i ministären, först som konsultativt statsråd, sedan som finansminister. Som utrikesminister efterträddes Hochschild i september 1885 av greve Albert Ehrensvärd. Med verksamt biträde av Louis De Geer, F.F. Carlson och Axel Bergström lyckades ministären vid 1885 års riksdag påbörja lösningen av här- och skattefrågorna i den anda som kännetecknat 1873 års kompromiss. Värnpliktsåren bestämdes till 12, därav 6 i landstormen, övningstiden ökades från 30 till 42 dagar och ett ordnat inskrivningsväsen infördes. I samband därmed avskrevs 30 procent av indelningsbördan och grundskatterna.

## Tullstriden
Dålig konjunktur, särskilt för jordbruket, gav stark fart åt protektionism och föranledde en hetsig tullstrid som för åtskilliga år sprängde de gamla partigrupperingarna. I den så kallade Rundbäckska gruppen (kring bröderna Abraham och Jöns Rundbäck) fick protektionismen en energisk ledning. Vid 1885 års riksdag yrkades på höjda tullsatser för industriartiklar och lantmannaprodukter, men de avslogs, spannmålstullen i första kammaren med 72 röster mot 52 och i andra med 114 röster mot 93. Till att bättre främja sina åsikter bildade frihandlarna under riksdagen Föreningen mot livsmedelstullar, och på sommaren upplivade protektionisterna en äldre förening, Svenska arbetets vänner. I början av 1886 års riksdag tillsatte de senare en kommitté som på partiets vägnar utarbetade ett förslag till tullhöjningar. Spannmålstullen, som var den viktigaste, avslogs i första kammaren med 75 röster mot 57, men bifölls i andra kammaren med 105 röster mot 99. I den gemensamma voteringen blev den avslagen. Näringarnas betryckta ställning föranledde regeringen att strax därpå inrätta en kommitté för att komma in med förslag till de åtgärder som kunde vara ägnade att underlätta villkoren för åkerbrukets och andra näringars bedrivande, kreditväsendets ordnande, nedsättning av järnvägstaxor med mera Dock skulle kommittén inte befatta sig med tullfrågor.
Vid 1887 års riksdag framlades massmotioner i tullfrågan. Bevillningsutskottet (15 protektionister och 5 frihandlare under ordförandeskap av Erik Gustaf Boström) tillstyrkte en fullständig förändring i tullpolitiken. Rågtullen, som var systemets hörnsten, avslogs i första kammaren med 70 röster mot 68, men bifölls av andra kammaren med 111 röster mot 101. Resultatet av en gemensam votering var självklart, men innan det kom till en sådan upplöste regeringen andra kammaren den 5 mars, förordnade om nya val och bestämde att den nya riksdagen skulle sammanträda den 2 maj. Valstriden fördes med stor bitterhet på båda sidor. Frihandelsvännerna hade framgång och i andra kammaren uppgick den under majriksdagen till 139 mot 82 protektionister. De senare ansåg det då lönlöst att återuppta tullmotionerna. Handelstraktaten med Spanien förlängdes till den 1 februari 1892, då de franska handelstraktaten skulle utlöpa. 
Fastän landstingen så snart tillfälle gavs ersatte frihandlare med protektionister i första kammaren och de ordinarie höstvalen 1887 ökade tullvännernas antal i andra kammaren skulle frihandlarna efter valen ha haft omkring 20 rösters föertal i riksdagen. Men en tillfällighet och bristfällighet i valbestämmelserna kastade om ställningen. Stockholm hade valt 22 frihandlare, men en av dessa, ångköksföreståndaren Olof Larsson, förklarades av Högsta domstolen icke valbar på grund av en skatteskuld på 11 kronor och 58 öre, och alla valsedlar med hans namn kasserades. Därigenom kom den protektionistiska minoritetens vallista att segra, och 22 protektionister förklarades valda. På så sätt fick protektionisterna tidigare än vad annars skulle ha skett majoritet även i andra kammaren. Regeringen ansåg att den inte borde ställa till en upprivande valstrid för tredje gången under ett år.
Strax efter riksdagens början bildade 110 protektionistiska ledamöter av andra kammaren nya lantmannapartiet under ledning av Erik Gustaf Boström, Gustaf Fredrik Östberg, Anders Danielsson och Liss Olof Larsson. Flertalet ledamöter hade tillhört lantmannapartiet. De kvarstående under ledning av Carl Ifvarsson, Sven Nilsson i Everöd och Olof Jonsson i Hof benämndes sedan gamla lantmannapartiet, som samverkade med städernas frihandelsvänner. Tullvännerna i övre kammaren slöt sig samman till en fastare partigruppering: första kammarens protektionister, under ordförandeskap av hovmarskalken Patric Reuterswärd, vilket parti i 20 år blev dominerande i kammaren. Themptanderska ministären begärde redan i början av riksdagen sitt avsked. Riksmarskalken friherre Gillis Bildt (6 februari 1888–12 oktober 1889) bildade en blandad protektionistisk-frihandelsvänlig ministär, vari frihandelsvännen Axel Bergström som justitieminister och protektionisten Gunnar Wennerberg som ecklesiastikminister var de mest bemärkta ledamöterna.
Riksdagen antog en protektionistisk tulltaxa, så långt det var möjligt med hänsyn till de franska handelstraktaten, som dock sades upp från fransk redan den 30 januari 1891. Regeringen genomförde riksdagens beslut, och ministären ombildades alltmer i protektionistisk riktning. Bergström avgick efter några månader. Senare inträdde i konseljen f.d. finansministern friherre Gustaf Åkerhielm som utrikesminister och snart som statsminister (12 oktober 1889–10 juli 1891). Utrikesminister blev nu greve Carl Lewenhaupt. Både Bildts och Åkerhielms ministär sökte med moderation åstadkomma försonlighet och samhällsfrid efter tullstriderna och avstyra överdrifterna hos de ivrigaste protektionisterna.
Arbetarfrågorna började alltmera framträda på dagordningen. Särskildt industriarbetarna bildade talrika fackföreningar till att främja sina intressen. Statsåtgärder vidtogs att förbereda försäkringar mot olycksfall och invaliditet samt att åstadkomma en ålderdomsförsäkring. Från Tyskland inträngde över Danmark socialistiska åskådningar bland arbetsklassen, genom bland annat August Palm. År 1889 konstituerade sig Sveriges socialdemokratiska arbetareparti, och dess agitatorer hotade att med våld förverkliga sina åsikter. Vid 1889 års riksdag framlade därför regeringen förslag om laga straffpåföljder för uppvigling till åtgärder, som innebar hot mot samhället. Kännedomen om hur lite nytta sådana tvångslagar hade gjort i Tyskland föranledde riksdagen att ge lagen en form som förtog dess egentliga kraft. Vid samma riksdag beslöts om vissa åtgärder mot yrkesfara jämte erforderlig fabriksinspektion. Ett obetänksamt uttalande av friherre Åkerhielm vid ett enskildt sammanträde av första kammaren om vikten av att kunna "tala svenska både västerut och österut" blev i förvriden form känt och väckte ond blod både i Sverige och ännu mer i Norge samt föranledde statsministerns avgång. Protektionisternas ledare i andra kammaren godsägaren Erik Gustaf Boström blev hans efterträdare (10 juli 1891–12 september 1900). Efter Wennerberg blev rektor Gustaf Gilljam ecklesiastikminister.
Den första boströmska ministären (den längsta sedan 1870) undergick sedan betydande förändringar. Unionspolitikens växlande skeden förde landshövdingen greve Ludvig Douglas till utrikesministerposten 1895 och envoyén Alfred Lagerheim 1899. Krigsminister var 1892–1899 friherre Axel Rappe. Boström blev, tvärtemot vad man väntat, inte någon fanatisk tullivrare i regeringen. På grund av spannmålsprisernas stegring genomdrev han 1892 en sänkning av spannmålstullarna, men då de fallit, tillstyrkte han kungen i januari 1895 att tio dagar före riksdagens öppnande höja säd- och mjöltullarna, vilket riksdagen sedan i huvudsak bekräftade.
Efter handelstraktaternas utgång 1892 erhöll industriidkarna en starkt protektionistisk tulltaxa. Härordningsfrågan var uppe vid lagtima riksdagarna 1891 och 1892, men kom till något resultat först vid urtima riksdagen sistnämnda år, då det beslöts att grundskatter och roteringsbesvär skulle fullständigt avskrivas under 12 år och beväringstiden ökas från 42 till 90 dagar (i andra kammaren beslöts detta med 144 röster mot 80). De värnpliktigas dagavlöning höjdes till 50 öre. Riksdagen gillade regeringens åsikt, att avskrivningarna inte borde ersättas med skatter på allmänna förbrukningsartiklar (de s.k. urtima löftena). Bevillningen för jordbruksfastighet fördubblades, varjämte en särskild tilläggsbevillning godkändes. Antalet representanter från städerna hade genom stadsbefolkningens snabba tillväxt ökats betydligt fortare än landsbygdens. Detta väckte lantmännens bekymmer, i synnerhet som städernas riksdagsmän i allmänhet var frihandlare och flera rätt radikala. Därför genomfördes 1894 den så kallade "vingklippningen" av städerna, då antalet ledamöter i första kammaren fixerades till 150 och i andra kammaren till 230, därav 80 från städerna och 150 från landsbygden.

## Rösträttsfrågan
När tullstriderna inte längre var så brännande slogs de båda lantmannapartierna samman 1895, varvid Olof Jonsson i Hof och Johan Johansson i Noraskog var de mest verksamma. Några ledamöter i gamla lantmannapartiet ogillade sammanslagningen och förenade sig med de radikala stadsrepresentanterna till folkpartiet under ordförandeskap av jämten Jöns Bromée, men med stockholmsrepresentanten David Bergström som partiets mest drivande kraft. Centerbildningen i andra kammaren hade aldrig haft någon fastare sammanhållning ("De oberoende"). Mot slutet av 1890-talet fanns två liberala s.k. diskussionsklubbar omkring Sixten von Friesen och friherre Carl Carlsson Bonde. År 1900 slog sig folkpartiet och diskussionsklubbarna samman med namnet liberala samlingspartiet under ledning av Sixten von Friesen, med ett ganska moderat-liberalt program (politisk rösträtt för alla kommunalt röstberättigade män, kommunalt röstmaximum för landsbygden 1 000 röster).
Regeringens förslag till utsträckning av den politiska rösträtten avslogs. Däremot beslöts år 1900 att begränsa den kommunala rösträtten på landsbygden för en person eller ett bolag till högst en tiondel av kommunens röstetal med högst 5 000 röster. År 1897 lyckades regeringen få majoritet för en proposition varigenom K.M:t skulle tillsätta ordföranden i Riksbankens styrelse mot vederlag i indragning av privatbankernas sedelutgivningsrätt. För den som försöker tvinga någon till deltagande i arbetsinställelse eller hindra någon att återgå till arbete eller att överta erbjudet arbete stadgades år 1899 straffarbete (den s.k. Åkarpslagen; 1914 mildrades straffet till fängelse). År 1899 beviljades stora anslag till flottan och år 1900 till byggandet av Bodens fästning, vilken började byggas 1901. Statsbanebyggandet, särskilt i Norrland, tog ny fart.
Förhållandet till Norge, bland annat mellanrikslagarna, påverkade ofta i hög grad Sveriges inre politik, (se vidare Sverige-Norge). Boströms sanktionerande av "den rena norska flaggan" och andra åtgärder framkallade stark opposition mot honom inom första-kammarkretsar, vilket bidrog till hans beslut att i september 1900 avgå ur regeringen. Förre sjöministern Fredrik von Otter blev statsminister (12 september 1900–5 juli 1902). För det nyupprättade jordbruksdepartementet blev landshövdingen Theodor Odelberg den förste chefen. Senare blev revisionssekreteraren Hjalmar Hammarskjöld justitieminister och konteramiral Louis Palander af Vega sjöminister. Redan i förra ministären hade Jesper Crusebjörn inträtt som krigsminister.
Regeringens viktigaste åtgärd var genomförandet av försvarsreformen 1901. Under tolv år skulle indelningsverket avskaffas och ersättas med en ren värnpliktsorganisation. Enligt den nya värnpliktslagen förlängdes övningstiden från 90 till 240 dagar för fotfolket, 300 dagar för flottans värnpliktiga samt 365 dagar för kavalleriet och vissa specialvapen. De avgörande besluten fattades i första kammaren med 118 röster mot 22 och i andra kammaren med 126 mot 98. I huvudsak bifölls även regeringens förslag om ersättningsplikt för arbetsgivare inom industriella näringar för olycksfall i arbetet. En särskild inkomstskatt i förening med självdeklaration infördes. Regeringens förslag om utsträckning af den politiska rösträtten till de kommunalt röstberättigade med två röster för gifta män eller de som fyllt 40 år avslogs av riksdagen, som på förslag av biskop Gottfrid Billing och Ivar Månsson i Trää begärde ytterligare utredning av frågan med hänsyn särskilt fäst till införande av allmän rösträtt med proportionella val.

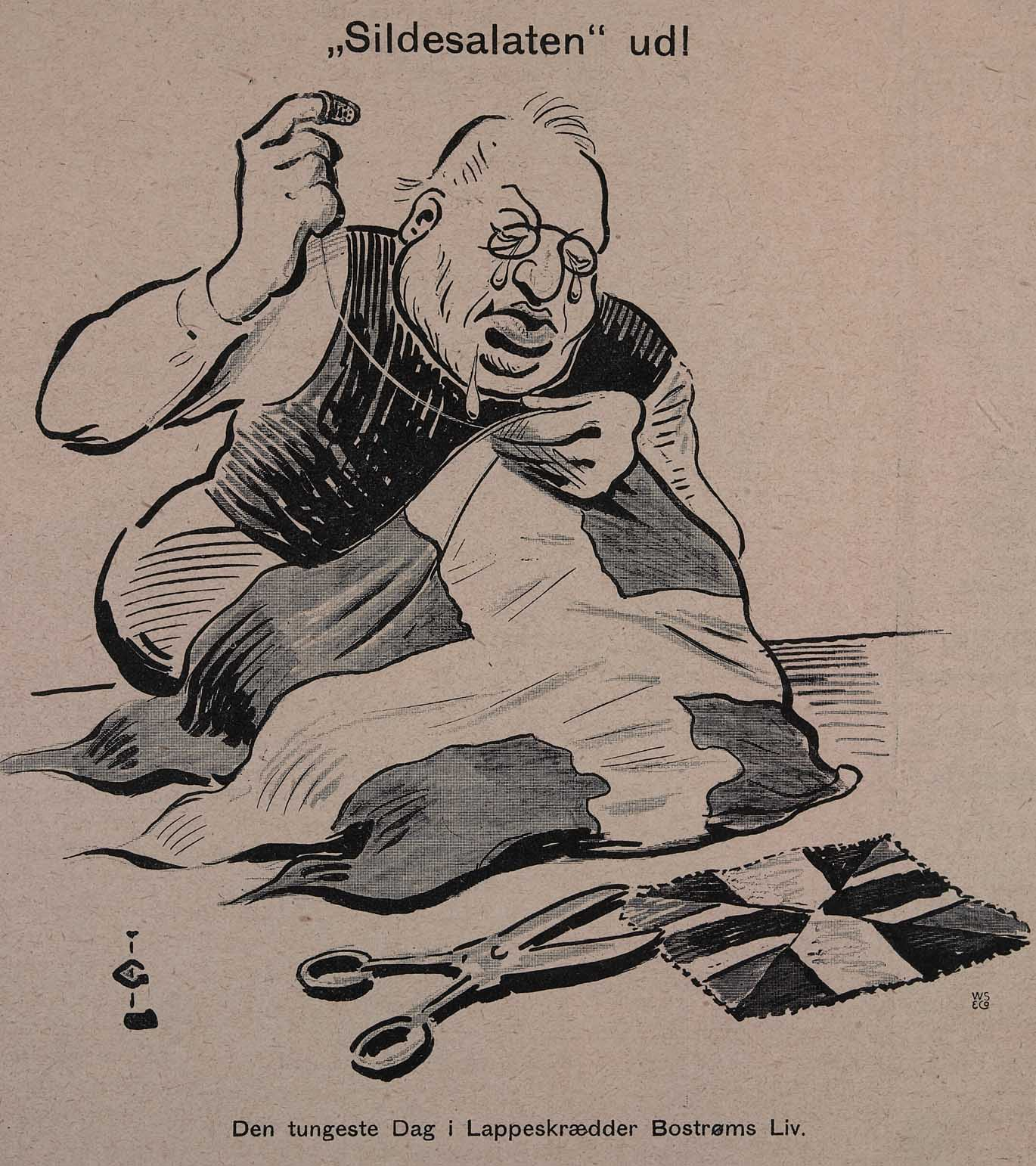
Enligt kunglig förordning av 27 oktober 1905 togs det svensk-norska unionsmärket bort ur svenska flaggan 1 november. Denna norska karikatyr visar Boström som en gråtande skräddare. Han hade tidigare på året avgått som statsminister och hade sanktionerat den rena norska flaggan.

Efter riksdagen avgick von Otter och fem andra ledamöter av statsrådet, varefter Erik Gustaf Boström som statsminister för andra gången bildade en konselj (5 juli 1902–13 april 1905). Han behöll de moderata fackministrarna från förra ministären, men inkallade de moderat-liberala häradshövdingen Ossian Berger som justitieminister, rektor Carl von Friesen som ecklesiastikminister och grosshandlare Ernst Meyer som finansminister jämte justitierådet Johan Ramstedt som konsultativt statsråd.
I samband med regeringsskiftet meddelades den ombildade ministärens program i rösträttsfrågan: lika representation för stad och land, borttagande av census samt medgivande av politisk rösträtt åt varje till 25 år kommen svensk man, som fullgjort åliggande värnplikt och skattskyldighet till stat och kommun, liksom även proportionellt valsätt, om en kommande utredning fann det lämpligt för svenska förhållanden. Men när proposition i enlighet med detta lades fram vid 1904 års riksdag, varvid det föreslogs proportionella val för andra kammaren, mötte detta motstånd från båda kamrarna. Första kammaren biföll visserligen med 93 röster mot 50 i huvudsak regeringens förslag, men med ett av biskop Gottfrid Billing gjort tillägg, att för valrätt skulle fordras även skattskyldighet till staten, d.v.s. minst utgörande av mantalspenningarna. Andra kammarens majoritet ogillade proportionella val för endast andra kammaren samt biföll en av Karl Staaff och 68 andra ledamöter av liberala samlingspartiet väckt motion om val i enmansvalkretsar (utom i de större städerna) och valmäns oberoende av direkt skatt till staten tillsammans med ett av Per Olsson i Fläsbro föreslaget tillägg om fullgjord skattskyldighet till kommunen. Regeringsförslaget framlades i nästan oförändrat skick för 1905 års riksdag, men inte heller då nåddes något resultat. Det viktigaste ministären lyckades genomföra var de vid 1904 års riksdag under ecklesiastikministern, på initiativ av f.d. professor Ernst Carlson, utarbetade förslagen angående läroverken med skolstadiets skiljande från gymnasiet, införande av realskoleexamen, indragning av vissa läroverk och inrättande av samskolor, liksom även upprättande av en överstyrelse för läroverken. Till egnahem för mindre bemedlade arbetare anvisades av statsmedel 10 miljoner kronor att utlånas under de närmaste fem åren. Åtgärder beslöts mot skogsskövling i Norrland. Maltdrycks- och punschskatter infördes, sockerbeskattningen reglerades, och väghållningsbesväret överflyttades delvis från jordbrukarna.

## Unionsupplösningen

Den svenska unionsflaggan 1844-1905.

Unionsfrågans vanskligheter föranledde Boströms utträde ur regeringen. Statsminister blev konsultativa statsrådet Johan Ramstedt (13 april-2 augusti 1905). Som utrikesminister kvarstod greve August Gyldenstolpe, som 1904 efterträtt Lagerheim. Efter unionsbrottet den 7 juni inkallades en urtima riksdag för att med norska stortinget förhandla om unionsupplösningen. Ett särskilt utskott av alla partier under ordförandeskap av bruksägaren Christian Lundeberg tog ledningen i sin hand från den svaga expeditionsministären och formulerade de svenska villkoren för skilsmässan. Hela ministären avgick, och en samlingsministär med Christian Lundeberg som statsminister (2 augusti–7 november 1905) och greve Fredrik Wachtmeister som utrikesminister fullföljde sin verksamhet från riksdagen. Fyra av dess ledamöter var svenska delegerade i Karlstad, där villkoren för unionsupplösningen fastställdes (se vidare Sverige-Norge).